# Syllis ferrani
Syllis ferrani är en ringmaskart som beskrevs av Alós och San Martín 1987. Syllis ferrani ingår i släktet Syllis och familjen Syllidae. Inga underarter finns listade i Catalogue of Life.